# Risako Mitsui
Risako Mitsui (三井梨紗子?, Mitsui Risako; Shinjuku, 23 settembre 1993) è una sincronetta giapponese vincitrice di due medaglie di bronzo alle Olimpiadi di Rio de Janeiro 2016.

## Carriera
Mitsui ha iniziato a praticare il nuoto sincronizzato all'età di nove anni a Tokyo. Il suo debutto internazionale è arrivato in occasione dei campionati mondiali di Shanghai 2011 partecipando al programma libero della gara a squadre, dove il Giappone si è piazzato al quinto posto. L'anno seguente ha preso parte alle Olimpiadi di Londra 2012 ottenendo nuovamente un quinto posto nella gara a squadre.
In seguito Risako Mitsui ha vinto le sue prime medaglie conquistando tre argenti alle Universiadi di Kazan' 2013. Durante i mondiali di Kazan' 2015 la sincronetta giapponese ha vinto quattro bronzi, di cui uno nel programma tecnico del duo, insieme a Yukiko Inui, e gli altri tre nelle gare a squadre e nel libero combinato. Con Inui disputa anche il duo ai Giochi olimpici di Rio de Janeiro 2016 piazzandosi al terzo posto, ottenendo poi il suo secondo bronzo olimpico con la gara a squadre.

## Palmarès
- Giochi Olimpici

Rio de Janeiro 2016: bronzo nel duo e nella gara a squadre.
- Mondiali di nuoto

Kazan' 2015: bronzo nel duo (programma tecnico), nella gara a squadre (programma tecnico e libero) e nel libero combinato.
- Giochi asiatici

Incheon 2014: argento nel duo, nella gara a squadre e nel libero combinato.
- Universiadi

Kazan' 2013: argento nel duo, nella gara a squadre e nel libero combinato.